# Чарлз Чандлер (веслувальник)
Чарлз Чандлер (англ. Charles Chandler, 22 липня 1911 — 22 червня 1982) — американський академічний веслувальник.
Олімпійський чемпіон 1932 року в складі вісімки.